# أريغارون برغريني
أريغارون برغريني (الاسم العلمي:Erigeron peregrinus) هو نوع من النباتات يتبع جنس الأريغارون من الفصيلة النجمية.